# 10770 Belo Horizonte
10770 Belo Horizonte (1990 VU5) là một tiểu hành tinh vành đai chính được phát hiện ngày 15 tháng 11 năm 1990 bởi E. W. Elst ở Đài thiên văn Nam Âu. Tiểu hành tinh được đặt theo tên của thành phố Belo Horizonte của Brazil.